# Pięciobój wojskowy na Światowych Wojskowych Igrzyskach Sportowych 1995
Pięciobój wojskowy na 1. Światowych Wojskowych Igrzyskach Sportowych – zawody dla sportowców-żołnierzy zorganizowane przez Międzynarodową Radę Sportu Wojskowego, które odbyły się we włoskim Rzymie we wrześniu 1995 roku podczas światowych igrzysk wojskowych. Najwięcej medali zdobyli reprezentanci Chin ogółem 7 (w tym 4 złote, srebrny oraz 2 brązowe).

## Konkurencje

### Mężczyźni
- indywidualnie, drużynowo

### Kobiety
- indywidualnie, drużynowo

W skład pięcioboju wojskowego wchodzą
1. strzelanie – odległość 200 m (strzelanie precyzyjne max czas na oddanie 10 strzałów, 10 minut oraz szybkostrzelne 10 strzałów w ciągu jednej minuty)
2. bieg z przeszkodami – długość trasy 500 m (lądowy tor przeszkód z 20 przeszkodami)
3. pływanie – dystans 50 m stylem dowolnym (tor wodny z 4 przeszkodami)
4. rzucanie granatem – rzut na celność, rzut na odległość
5. bieg przełajowy – mężczyźni (8 km), kobiety (4 km)

## Rezultaty

### Mężczyźni
| Konkurencja   | Złoto                                     | Złoto   | Srebro              | Srebro  | Brąz               | Brąz    |
| Konkurencja   | Drużyna / Zawodnik                        | Wynik   | Drużyna / Zawodnik  | Wynik   | Drużyna / Zawodnik | Wynik   |
| indywidualnie | Zhang Li · Chiny                          | 5 504,5 | Chunyi Yang · Chiny | 5 486,9 | Zhao Min · Chiny   | 5 486,0 |
| drużynowo     | Chiny · Zhang Li · Chunyi Yang · Zhao Min | 21 959  | Brazylia ·          | 21 595  | Rosja ·            | 21 469  |

### Kobiety
| Konkurencja   | Złoto                                  | Złoto    | Srebro                         | Srebro   | Brąz                 | Brąz     |
| Konkurencja   | Drużyna / Zawodnik                     | Wynik    | Drużyna / Zawodnik             | Wynik    | Drużyna / Zawodnik   | Wynik    |
| indywidualnie | Wang Lianying · Chiny                  | 5 369,0  | Myong Gum-sun · Korea Północna | 5 198,9  | Wenfang Shao · Chiny | 5 166,5  |
| drużynowo     | Chiny · Wang Lianying · Wenfang Shao · | 15 647,9 | Korea Północna ·               | 15 542,6 | Rosja ·              | 15 112,7 |

## Klasyfikacja medalowa
| Miejsce           | Reprezentacja     | Złoto | Srebro | Brąz | Razem |
| ----------------- | ----------------- | ----- | ------ | ---- | ----- |
| 1                 | Chiny             | 4     | 1      | 2    | 7     |
| 2                 | Korea Północna    | 0     | 2      | 0    | 2     |
| 3                 | Brazylia          | 0     | 1      | 0    | 1     |
| 4                 | Rosja             | 0     | 0      | 2    | 2     |
| Ogółem (7 państw) | Ogółem (7 państw) | 4     | 4      | 34   | 12    |

Źródło: